# ショゾー
ショゾー（仏: Chozeau）は、フランスのローヌ＝アルプ地域圏、イゼール県に属するコミューン。

## 地理
県都グルノーブルから北西に70kmほどいった、県北部の田園地帯に位置する。イゼール県のなかでは比較的森林も残されている。北でヴィルモワリューと、南東でヴェシリューと、南でパノサと、北西でティニュー＝ジャメイジューとそれぞれ接するが、とりわけティニュー＝ジャメイジューが大きい。

## 歴史
2009年10月、県内のネオナチ主義者らが夜にショゾーに集おうと計画した。結果として150人が集まったが、首長はこの小集団に気がつかなかった。

## 行政
近年の首長
| 就任      | 氏名                 |
| --------- | -------------------- |
| 1977年3月 | ジャン・フリゾン     |
| 1983年3月 | マルセル・ベール     |
| 1995年3月 | ジャン＝ルイ・ドール |
| 2001年3月 | ジル・デスヴィーヌ   |

## 人口の推移[2]
| 1962年 | 1968年 | 1975年 | 1982年 | 1990年 | 1999年 | 2006年 | 2007年 |
| ------ | ------ | ------ | ------ | ------ | ------ | ------ | ------ |
| 291    | 305    | 427    | 517    | 618    | 813    | 960    | 996    |